# Салтовский, Евгений Олегович
Евгений Олегович Салто́вский (род. 26 августа 1994 года в Минске, Беларусь) — белорусский профессиональный игрок в русский бильярд, мастер спорта Республики Беларусь международного класса. Финалист чемпионата мира 2015 года в динамичной пирамиде, победитель кубка мэра Москвы 2016 года в комбинированной пирамиде и многократный чемпион Беларуси в различных дисциплинах пирамиды. Наряду с Евгением Куртой является наиболее успешным бильярдистом в истории Беларуси. Отличается остроатакующим стилем игры.
Женат на россиянке Кристине Салтовской (в девичестве Плотниковой), которая также играет в русский бильярд на профессиональном уровне и была финалисткой женского чемпионата мира в 2016 году.

## Основные победы и финалы
| Обозначения                        |
| Международные рейтинговые турниры  |
| Международные коммерческие турниры |
| Национальные первенства            |

| Год  | Статус   | Дисциплина               | Турнир                              | Соперник           | Счёт |
| 2011 | финалист | комбинированная пирамида | Кубок Беларуси                      | Ян Григорьев       | 1:5  |
| 2014 | финалист | комбинированная пирамида | Чемпионат Беларуси                  | Святослав\|Семёнов | 2:6  |
| 2014 | финалист | свободная пирамида       | Чемпионат Беларуси                  | Ян Григорьев       | 4:7  |
| 2015 | чемпион  | свободная пирамида       | Кубок Беларуси                      | Евгений Курта      | 7:2  |
| 2015 | чемпион  | динамичная пирамида      | Чемпионат Беларуси                  | Денис Колосов      | 6:2  |
| 2015 | финалист | динамичная пирамида      | Чемпионат мира                      | Дастан Лепшаков    | 1:7  |
| 2016 | чемпион  | комбинированная пирамида | Чемпионат Беларуси                  | Святослав\|Семёнов | 6:4  |
| 2016 | чемпион  | свободная пирамида       | Кубок мэра Москвы (этап кубка мира) | Артём Моисеенко    | 7:4  |
| 2016 | чемпион  | свободная пирамида       | Чемпионат Беларуси                  | Валерий Чижов      | 7:5  |
| 2016 | финалист | комбинированная пирамида | Кубок Беларуси                      | Александр Гамезо   | 0:5  |
| 2018 | чемпион  | динамичная пирамида      | Чемпионат Беларуси                  | Ян Григорьев       | 5:1  |
| 2018 | финалист | свободная пирамида       | Чемпионат Беларуси                  | Ян Григорьев       | 4:5  |
| 2018 | финалист | комбинированная пирамида | Чемпионат Беларуси                  | Владислав Родионов | 4:5  |
| 2019 | чемпион  | свободная пирамида       | Чемпионат Беларуси                  | Андрей Глушанин    | 5:4  |